# Songs about Jane
Songs about Jane este albumul de debut al formației pop-rock Maroon 5, publicat în anul 2002.

## Succesiunea pieselor pe album
1. Harder to Breathe (Jesse Carmichael, Adam Levine) – 2:53
2. This Love (Carmichael, Levine) – 3:26
3. Shiver (Carmichael, Levine) – 2:59
4. She Will Be Loved (Levine, James Valentine) – 4:17
5. Tangled (Levine) – 3:18
6. The Sun (Levine) – 4:11
7. Must Get Out (Carmichael, Levine) – 3:59
8. Sunday Morning (Carmichael, Levine) – 4:06
9. Secret (Carmichael, Levine) – 4:55
10. Through with You (Carmichael, Levine) – 3:01
11. Not Coming Home (Carmichael, Ryan Dusick, Levine) – 4:21
12. Sweetest Goodbye (Levine) – 4:30

#### Piese bonus
1. Rag Doll* (Carmichael, Levine) - 5:29
2. Harder To Breathe (versiune acustică)* (Carmichael, Levine) - 2:56
3. This Love (versiune acustică)* (Carmichael, Levine) - 4:01
4. This Love (remix de Kanye West)* (Carmichael, Levine) - 3:38

NOTĂ. Piesele „bonus” marcate cu (*) au fost incluse doar într-o variantă limitată a discului pentru Noua Zeelandă, distribuită de casa de discuri BMG Music în 2004.